# لوکاس هروسو
لوکاس هروسو (اسلواکی: Lukáš Hroššo؛ زادهٔ ۱۹ آوریل ۱۹۸۷) بازیکن فوتبال اهل اسلواکی است.

## باشگاهی
از باشگاه‌هایی که در آن بازی کرده‌است می‌توان به اسلوان لیبرتس، باشگاه فوتبال اسلوان براتیسلاوا، و دوکلا پراگ اشاره کرد.